# 畢國智
畢國智（英語：Kenneth Bi，1967年3月4日—）香港電影導演，2006年憑《海南雞飯》獲得第二十五屆香港電影金像獎新晉導演獎。

## 簡歷
香港出生，13歲前往英國讀書，1989年畢業於加拿大布洛克大学戲劇及電影系，後從事音樂劇工作。1992年憑加拿大廣播電臺廣播劇Rice Krinkles獲得多倫多特別貢獻獎。1995年開始參與香港電影工作，於《香江花月夜》擔任演員、編劇、剪接等工作；1998年為陳果《去年煙花特別多》配樂，與林華全一同獲提名第十八屆香港電影金像獎最佳原創音樂；2005年首次執導《海南雞飯》，獲得第二十五屆香港電影金像獎新晉導演獎。

## 家庭
父母是60年代著名邵氏電影演員金漢、凌波，弟弟是台灣音樂製作人畢國勇，另有一名同母異父的兄長。
2000年和李嘉繪（Rosa）結婚，太太同為電影工作者，是《海南雞飯》的編劇及《戰．鼓》的監製。

## 導演作品
- 2019年《在乎你》
- 2013年《控制》(吳彥祖、姚晨主演)
- 2010年《囡囡》(衛詩雅、冼色麗主演)
- 2007年《戰．鼓》(房祖名、李心潔、優人神鼓主演)
- 2005年《海南雞飯》(張艾嘉、甄文達主演)

## 獎項
- 2005年《海南雞飯》
  - 第二十五屆香港電影金像獎「新晉導演」
  - 休斯頓國際電影節「最佳戲劇類長片白金獎」
  - 華語電影影評人協會「十部最佳華語電影」
- 2007年《戰．鼓》
  - 第六十屆瑞士羅加諾國際影展「最受歡迎劇情電影」
  - 多倫多亞洲國際電影節「最受歡迎影片奬」
  - 美國西雅圖國際影展「五大最受觀眾歡迎奬」
- 2008年
  - 香港電影發展局主辦「香港電影NEW ACTION計劃」推介新世代導演